# Diva (sång)
Diva, text av Tzvika Pik och musik av Yoav Ginai, var den sång som framfördes av Dana International då bidraget representerade Israel i Eurovision Song Contest 1998. Melodin fick 172 poäng, och segrade i tävlingen.

## Listplaceringar
| Lista (1998)        | Topplacering |
| ------------------- | ------------ |
| Belgien (Flandern)  | 2            |
| Belgien (Vallonien) | 4            |
| Finland             | 7            |
| Frankrike           | 59           |
| Israel              | 1            |
| Irland              | 10           |
| MTV European Top 20 | 10           |
| Nederländerna       | 11           |
| Norge               | 12           |
| Schweiz             | 15           |
| Spanien             | 1            |
| Storbritannien      | 11           |
| Sverige             | 3            |
| Tyskland            | 47           |
| Österrike           | 37           |

### Fotnoter
1. 1 2  ”Listplacering”. http://dutchcharts.nl/showitem.asp?interpret=Dana+International&titel=Diva&cat=s. Läst 4 maj 2011.
2. ↑  ”Listplacering”. http://www.ultratop.be/fr/showitem.asp?interpret=Dana+International&titel=Diva&cat=s. Läst 4 maj 2011.
3. ↑  ”Listplacering”. http://finnishcharts.com/showitem.asp?interpret=Dana+International&titel=Diva&cat=s. Läst 4 maj 2011.
4. ↑  ”Listplacering”. http://lescharts.com/showitem.asp?interpret=Dana+International&titel=Diva&cat=s. Läst 4 maj 2011.
5. ↑  ”Listplacering”. http://norwegiancharts.com/showitem.asp?interpret=Dana+International&titel=Diva&cat=s. Läst 4 maj 2011.
6. ↑  ”Listplacering”. http://hitparade.ch/showitem.asp?interpret=Dana+International&titel=Diva&cat=s. Läst 4 maj 2011.
7. ↑  ”Listplacering”. http://swedishcharts.com/showitem.asp?interpret=Dana+International&titel=Diva&cat=s. Läst 4 maj 2011.
8. ↑  ”Listplacering”. http://austriancharts.at/showitem.asp?interpret=Dana+International&titel=Diva&cat=s. Läst 4 maj 2011.